# A Night in Montecarlo
A Night in Monte Carlo è un album live di Marcus Miller pubblicato nel 2010. Il disco vede la partecipazione dell'Orchestra filarmonica di Monte Carlo, di Raul Midón alla voce e del trombettista Roy Hargrove.

## Tracce
1. Blast!
2. So What
3. State of Mind
4. I Loves You Porgy
5. Amandla
6. I'm Glad There Is You
7. Medley: O Mio Babbino Caro / Mas Que Nada
8. Your Amazing Grace
9. Strange Fruit.

## Formazione
- Marcus Miller: basso, clarinetto
- Roy Hargrove: tromba
- Raul Midón: voce, chitarra
- Alex Han: sassofono
- DJ Logic: giradischi
- Federico Gonzalez Pena: pianoforte, tastiere, percussioni
- Poogie Bell: batteria
- Orchestra filarmonica di Monte Carlo
- Herbie Hancock: piano (in Strange Fruit: bonus track registrata in studio)